# 櫻井和明
櫻井 和明（さくらい かずあき、1972年6月27日 - ）は、山梨放送（YBS）所属のアナウンサー。千葉県館山市出身。千葉県立安房高等学校、国際基督教大学を卒業。

## 来歴
1995年4月、山梨放送入社。
2000年4月-12月の間は報道部に異動し、NRNの記者の一人としてシドニーオリンピック関連の取材に行った。
2008年9月のアナウンサー日記において、長男が誕生したことを報告している。
2015年現在、2児の父。
2017年4月からはアナウンス部長を務めている。
2022年 - 現在は、ラジオパーソナリティーとテレビ番組のナレーションが主であるが、『いしいそうたろうのチューチューレディオ』や『しゃべり手育成オーディション 山梨ラジオアカデミー』など、YBSのラジオ番組に臨機応変にゲスト出演することも多い。
2024年4月、報道制作局局次長兼アナウンス部長に着任。

## 人物・エピソード
- 放送作家の鈴木おさむとは、高校の同級生[4]。
- 朝日放送のアナウンサー浦川泰幸とは同期で、お互いが日本テレビなど各局のアナウンサー試験を受けていた就職活動の時期から親交がある[5]。その縁あって、櫻井は、浦川のラジオ冠番組『ウラのウラまで浦川です』の火曜日のコーナー『いい夢・旅気分』に、度々電話出演している[6]。
- 入社した頃から「サクちゃん」と、若者を中心とした視聴者やリスナーに呼ばれていたが、YBSテレビの夕方の情報番組「ただいま☆」（2005年3月に放送を終了）で司会を務め、これをきっかけに、「桜ちゃん」と書いてサクちゃんと名乗る（表記される）様になり、幅広い世代に愛称として定着した。携帯サイトのアナウンサー日記では日記の最後に必ず「さくら」と署名する。
- 2005年12月にラジオ・ふぁん☆タメ(この回のみ金曜レポーターの塩澤未佳子と逆転、13:00 - 16:25)→テレビ・ヴァンフォーレ甲府特番(司会、16:25 - 17:20)→テレビ・ゆうひのジャングル(ゴリー役、17:20 - 17:50)と生放送番組に休むまもなく連続出演した。
- 2006年1月11日のふぁん☆タメでリスナーからの「ゴリーとカエールケロ(ともにYBSテレビゆうひのジャングルのキャラクタ)の声はサクちゃんがやってるんでしょ？」という投稿に対して「よくいわれるんですよ～」と答えたが肯定も否定もしなかった。実際はゴリーの声を担当。
- 2006年3月29日のふぁん☆タメ冒頭でこの日ある事情で電車で通勤した櫻井は電車の中で女子中高生(どちらかは不明)数人が「とも5の眼鏡の人じゃない?」などと同局アナウンサーの酒井康宜に勘違いされている話し声を聞いたと告白。実際に声をかけようかどうか悩んだらしい。
- YBSラジオのFREE STYLEを担当している山川牧曰く「レインボーチョッキ」。
- 2021年2月20日、シティライトスタジアムで開催された明治安田生命J2リーグ開幕戦 ファジアーノ岡山 vs ヴァンフォーレ甲府の実況中継で、RSK山陽放送の坂俊介と実況バトルを行った[7][注 1]。

## 受賞歴
- 2015年度 第41回アノンシスト賞・優秀賞（スポーツ実況部門）を受賞[8]。

- 2016年度 第42回アノンシスト賞・優秀賞（CM部門）、日本民間放送連盟賞・優秀賞（ラジオCM部門）を受賞[8]。

- 2017年度 NNSアナウンス大賞・優秀賞（ラジオCM部門）を受賞[8]。

## 出演
ラジオ
- ひる前らじお うるさごぜん
  - 火・水曜日担当：2021年4月 - 2022年3月
  - 月-水曜日担当：2022年4月 - 2025年3月25日
  - 水・木曜日担当：2025年4月2日 -
- YBSラジオニュース - レギュラーで出演する番組の放送前後や、レギュラー番組のない木曜-日曜を、不定期で担当
- スポーツ中継
- 櫻井和明のマンリク
- 情報キャッチアップGOO!!MORNING
- ふぁん☆タメ
- ラヂウス(番宣CMのナレーションのみ)
- Talk魂765 Go!Go!イチ
- 765MUX
- ラララ♪モーニング
  - 月・火曜担当 - 2013年4月〈開始時〉 - 2016年3月
  - 月-水曜担当 - 2017年4月 - 2019年3月
  - 月・火曜担当 - 2019年4月 - 2021年3月
- はみだし しゃべくりラジオ キックス
  - 月曜担当 - 2021年4月 - 2022年3月

テレビ
- YBSニュース - 主に土曜午後の担当
- 番組ナレーション

- ズームイン!!朝!（山梨担当）
- ただいま☆
- 山梨の朝
- ゆうひのジャングル(ゴリーの声)
- ともちゃん家の5時(レポーター、ナレーション)
- VENTスポ!(ナレーション)
- 週末仕掛人 ヤマナシプロデュース - MC
- ててて!TV - MC(2016年4月 - 2017年3月)
- 山梨マルシェ - MC(2013年4月 - 2016年3月)
- 子育て日記

テレビCM
- 山梨日日新聞（さんにちEye）[9]